# ماكسيم مارتن
ماكسيم مارتن هو سائق سيارة سباق بلجيكي، ولد في 20 مارس 1986 في أوكَل في بلجيكا.

## وصلات خارجية
- ماكسيم مارتن على موقع Racing-Reference.info (الإنجليزية)
- ماكسيم مارتن على موقع DriverDB.com (الإنجليزية)

- الموقع الرسمي